# Seleção Costarriquenha de Futsal Feminino
A Seleção Costarriquenha de Futsal Feminino é a seleção oficial de futebol de salão feminino da Costa Rica, e que tem como unidade organizadora a Federação Costarriquenha de Futebol.

## Estatísticas
| 2010  | Não participou |
| 2011  | Não participou |
| 2012  | 8º lugar       |
| 2013  | 8º lugar       |
| 2014  | 4º lugar       |
| 2015  | 5º lugar       |
| Total | 4/6            |